# Convención Nacional (Revolución francesa)

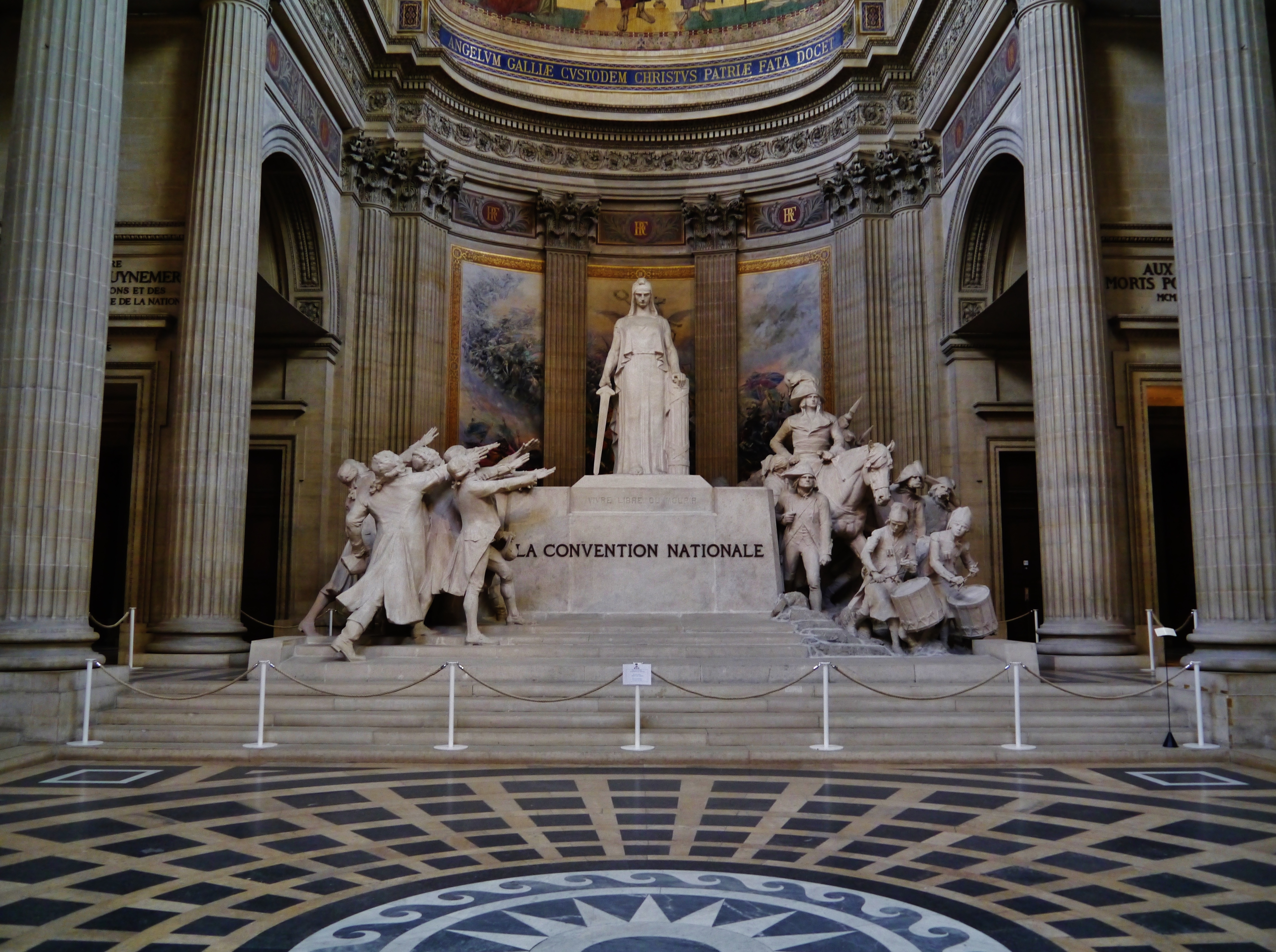
Autel de la Convention nationale o Autel républicain, Panthéon, Francia.

La Convención Nacional (en francés: Convention nationale) fue la institución principal de la Primera República Francesa. La convención era una asamblea electa de carácter constituyente que concentró los poderes ejecutivos —hasta su delegación en el Comité de Salvación Pública— y legislativo del Estado desde el 19 de septiembre de 1793 al 30 de octubre de 1795. Comenzó con una asamblea de tipo constituyente que fue convocada en septiembre de 1792, y se formó a raíz de las elecciones celebradas anteriormente. Uno de sus primeros cometidos fue la redacción de una Constitución que sustituyera a la de 1791. Esta Constitución, aunque no se llevó a la práctica debido a las presiones exteriores de las potencias europeas antirrevolucionarias, sí que es considerada por muchos autores e historiadores como una de las más adelantadas que han existido. Incluía entre sus adelantos el sufragio universal, el derecho a la educación y al trabajo, y la protección con dinero público de los más humildes. La asamblea suprimió la monarquía, aunque dejó para más tarde la proclamación oficial de la república.
Relacionado con este hecho estuvo el proceso y sentencia a muerte por mayoría simple de Luis XVI, alegando pruebas como su complicidad o connivencia con los enemigos de Francia. También redactó un calendario especial, el republicano, en el que cada mes estaba relacionado con alguna actividad agrícola o acontecimiento meteorológico. La Convención Nacional fue, por tanto, la primera asamblea francesa elegida por sufragio sin distinción de clases.

## Sistema institucional de la Convención Nacional

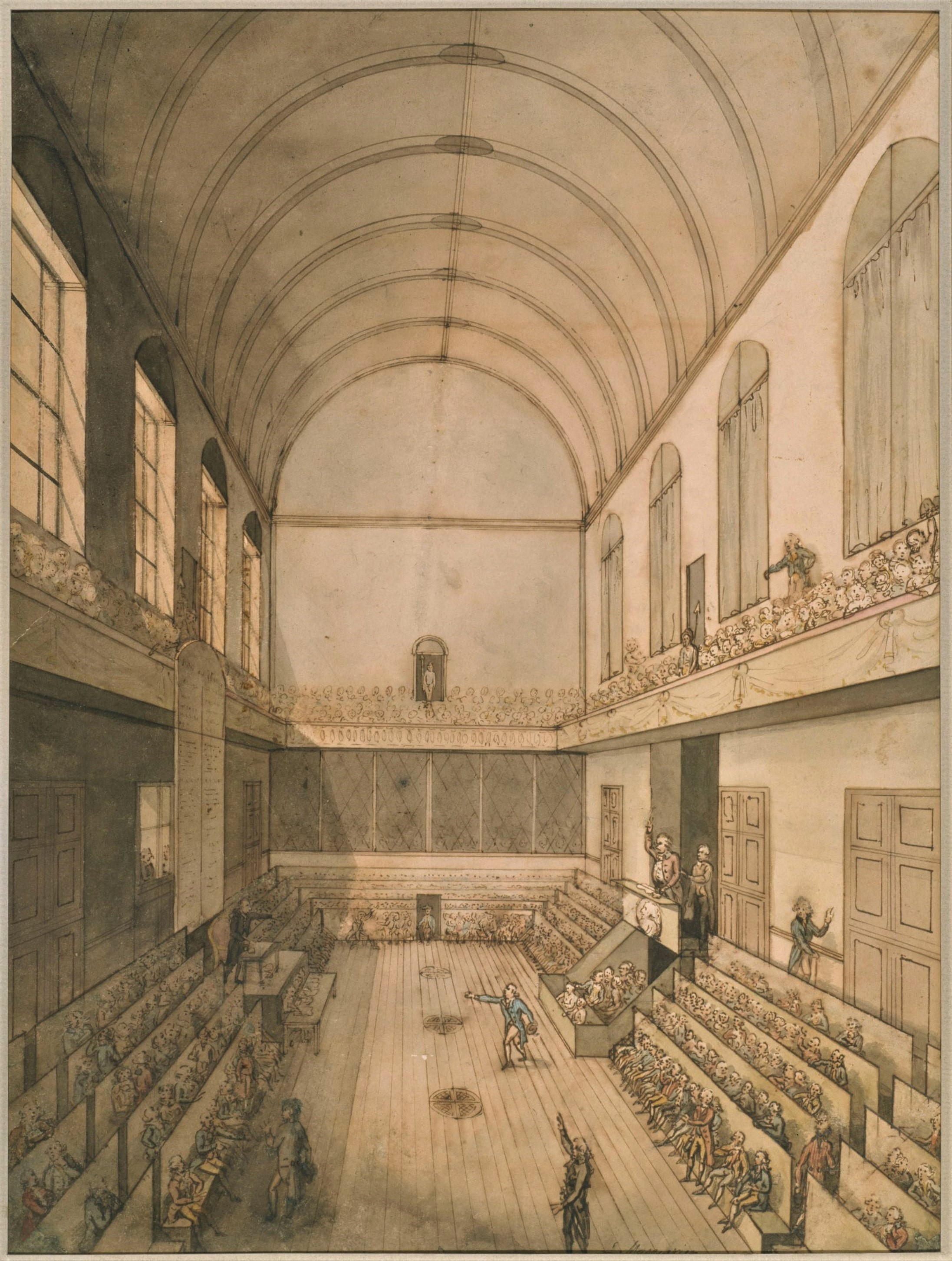
Fue en la salle du Manège de las Tullerías donde se reunió la Convención Nacional hasta el 9 de mayo de 1793. Después se trasladó a la antigua salle des Machines del palacio de las Tullerías, gran sala en la planta baja utilizada para espectáculos diversos. En esta última sala, las galerías estaban previstas para 800–900 personas; esta cifra se podía duplicar en determinadas ocasiones.

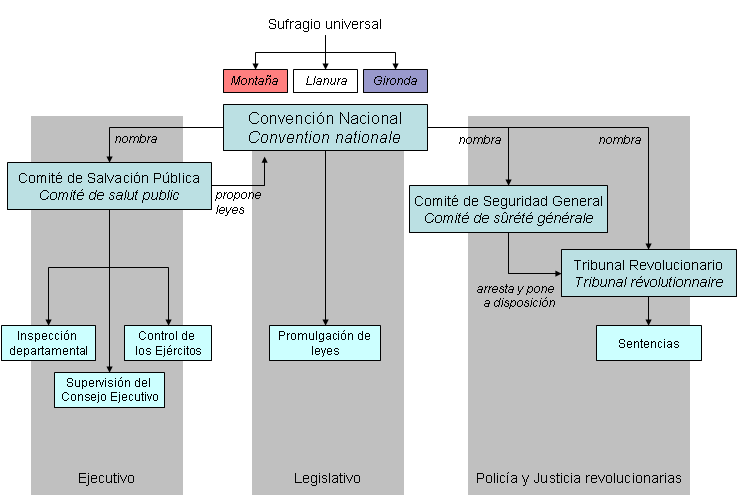
Esquema institucional de la Convención Nacional.

La Convención fue elegida como asamblea de carácter constituyente, con autoridad para ejercer los poderes ejecutivo (gobierno) y legislativo (aprobación de leyes). Su importancia entre el conjunto de instituciones revolucionarias queda de manifiesto en la ley del 14 frimario del año II (4 de diciembre de 1793), según la cual la Convención Nacional es "el único centro de impulso del gobierno".

## Etapas
En la Convención se distinguen seis etapas: dos moderadas y cuatro más radicales. En las dos había diferentes grupos: los moderados (a la derecha de la presidencia de la asamblea), los neutrales (en el centro, llamados colectivamente como la Llanura o el Pantano) y finalmente el ala radical de la sala (a la izquierda: la Montaña o montagnards). Los moderados también eran llamados brissotins (seguidores de Brissot) o girondinos (por su lugar de procedencia).

### Desglose político
La Convención Nacional estaba formada por tres grandes facciones: Los Montagnards (la Montaña), los Marais (la Llanura) y los Girondinos, también llamados Brissotins. Los historiadores están divididos sobre la composición exacta de la Convención, pero el consenso actual es que la Montaña era la facción más numerosa, con unos 302-309 diputados. Los Girondinos estaban representados por 178-227 diputados y la Llanura por 153-250 diputados. De los tres grupos, la Montaña era el más cohesionado y la Llanura el menos cohesionado. Más del 94% de La Montaña votaba de forma similar en los temas centrales, comparativamente los Girondinos y la Llanura estaban mucho más divididos con sólo el 70% de los Girondinos votando de forma similar en los mismos temas y sólo el 58% de la Llanura votando de forma similar en los mismos temas. 

### Puntos de vista e intereses
Los brissotinos (moderados) representaban a los intereses burgueses de las provincias más desarrolladas, y querían un Estado de tipo federal, descentralizado. Además, en lo referente a la guerra exterior, eran partidarios de intensificar los esfuerzos bélicos de la nación porque según ellos uniría más a los franceses. La Convención decretó una leva masiva de ocho millones de personas para hacer frente a las potencias extranjeras. Por otra parte los jacobinos y otros afines (Danton, Marat, Robespierre) eran partidarios de un modelo de Estado centralizado, con control económico y en el que se hiciera hincapié en las reformas sociales generalizadas. Además, para ellos lo más importante era la consolidación de la Revolución y no la guerra exterior. Esta etapa finaliza con el aniquilamiento del grupo de moderados en octubre de 1793. La etapa radical que se inicia después de está marcada por dos hechos influyentes: la guerra exterior y las presiones internas contrarrevolucionarias.

Representación en la Convención tras las elecciones de 1792. Elegidos por menos del 10 % de la población, los 749 miembros de la Convención son todos del movimiento revolucionario. Divididos, de composición fluctuante, sin líneas políticas claras, la «Montaña» y la «Gironda» no fueron partidos en el sentido moderno del término. La mayoría de los diputados, la «Llanura» (que no eran «moderados»), apoyaron alternativamente a los montañeses y girondinos, según creyeron que uno u otro encarnaba mejor los deseos colectivos.

En lo referente a la guerra, la ejecución del rey hizo que aumentara el empeño de las monarquías europeas más importantes en acabar con la situación, mientras que las presiones internas provenían especialmente del ala más extrema de la izquierda: los sans culottes llevaron a la Convención a establecer una represión sistemática contra la oposición, cuyo principal reflejo fueron las ejecuciones masivas durante la época del Reinado del Terror. Estos hechos supusieron que la Convención cediera el poder ejecutivo a una serie de comités, máximo exponente de los cuales sería el Comité de Salvación Pública, dominado en esta etapa por Robespierre y sus partidarios más directos.
Finalmente, esta etapa radical terminó por el golpe de Estado del 9 de Termidor contra los radicales, que dio paso a la Convención termidoriana. Las causas principales por las que se puso fin al radicalismo fueron dos: las sucesivas victorias militares de Francia en el exterior, y el miedo de muchos revolucionarios de ser víctimas de la propia espiral de violencia generada por el terror. Se buscaba un retorno a los principios revolucionarios de 1791, disueltos ante el radicalismo generado durante los sucesos recientes. La Convención fue sustituida por el Directorio, siendo disuelta el 26 de octubre de 1795.

## Convención Girondina
La primera sesión se celebró el 20 de septiembre de 1792. Al día siguiente, la asamblea acordó la proposición "Que la realeza sea abolida en Francia" y fue aprobada con vítores. El día 22 llega la noticia de la Batalla de Valmy. Ese mismo día se decretó que "en lo sucesivo, las actas de la asamblea llevarán la fecha Primer Año de la República Francesa". Tres días más tarde, se añadió el corolario de que "la República Francesa es una e indivisible" para evitar el federalismo. Se había proclamado la república, pero faltaba promulgar un gobierno republicano. El país era poco más republicano en sentimiento o práctica de lo que lo había sido antes en cualquier momento desde Varennes pero ahora tenía que convertirse en república porque ya no tenía rey. Cuando se reunió la Convención, la situación militar estaba experimentando una extraordinaria transformación que parecía confirmar las profecías girondinas de una fácil victoria. Después de Valmy, los prusianos se retiraron a la frontera y, en noviembre, las tropas francesas ocuparon la orilla izquierda del Rin. Los austriacos, que habían sitiado Lille en octubre, fueron derrotados por Dumouriez en la Batalla de Jemappes el 6 de noviembre y evacuaron los Países Bajos austriacos. Niza fue ocupada y Saboya proclamó su unión con Francia. Los éxitos permitieron que las disputas en casa fueran seguras.

### Girondinos y Montagnards
Los girondinos eran más conservadores que los montañeses, aunque seguían siendo demócratas. Los girondinos tomaron su nombre de la Gironda, una región de Francia de la que fueron elegidos muchos de los diputados de esta facción (aunque muchos "girondinos" eran en realidad parisinos de origen) y también fueron conocidos como los brissotinos en honor a su orador más destacado, Jacques Pierre Brissot. Los Montagnards obtuvieron su apoyo de la Comuna de París y de las sociedades populares como el Club Jacobino y los Cordeliers, obtuvieron su nombre de las altas tribunas en las que se sentaban mientras la Convención estaba en sesión.
Tres temas dominaron los primeros meses de la Convención Nacional: el violencia revolucionaria, el juicio al rey y el dominio parisino de la política. El antagonismo entre París y las provincias creó fricciones entre la población que sirvieron como instrumento de propaganda y arma de combate para los dos grupos. Los departamentos y distritos se resistieron a la idea de centralización. Consideraban que la idea estaba simbolizada por el deseo de reducir la capital de la Revolución a una minúscula cuota de influencia. Gran parte de la Gironda deseaba alejar la Asamblea de una ciudad dominada por "agitadores y aduladores del pueblo", pero no alentaba aún un federalismo agresivo, que habría ido en contra de sus ambiciones políticas.

### La Llanura
La Llanura fue una tercera facción durante la Convención. Debe su nombre al lugar que ocupaban en el hemiciclo de la Convención. Durante el comienzo de la Convención, se pusieron del lado de los girondinos, sin embargo, a medida que avanzaba y los montañeses empezaban a presionar para la ejecución de Luis XVI, La Llanura empezó a ponerse de su lado.

### Juicio y ejecución del rey

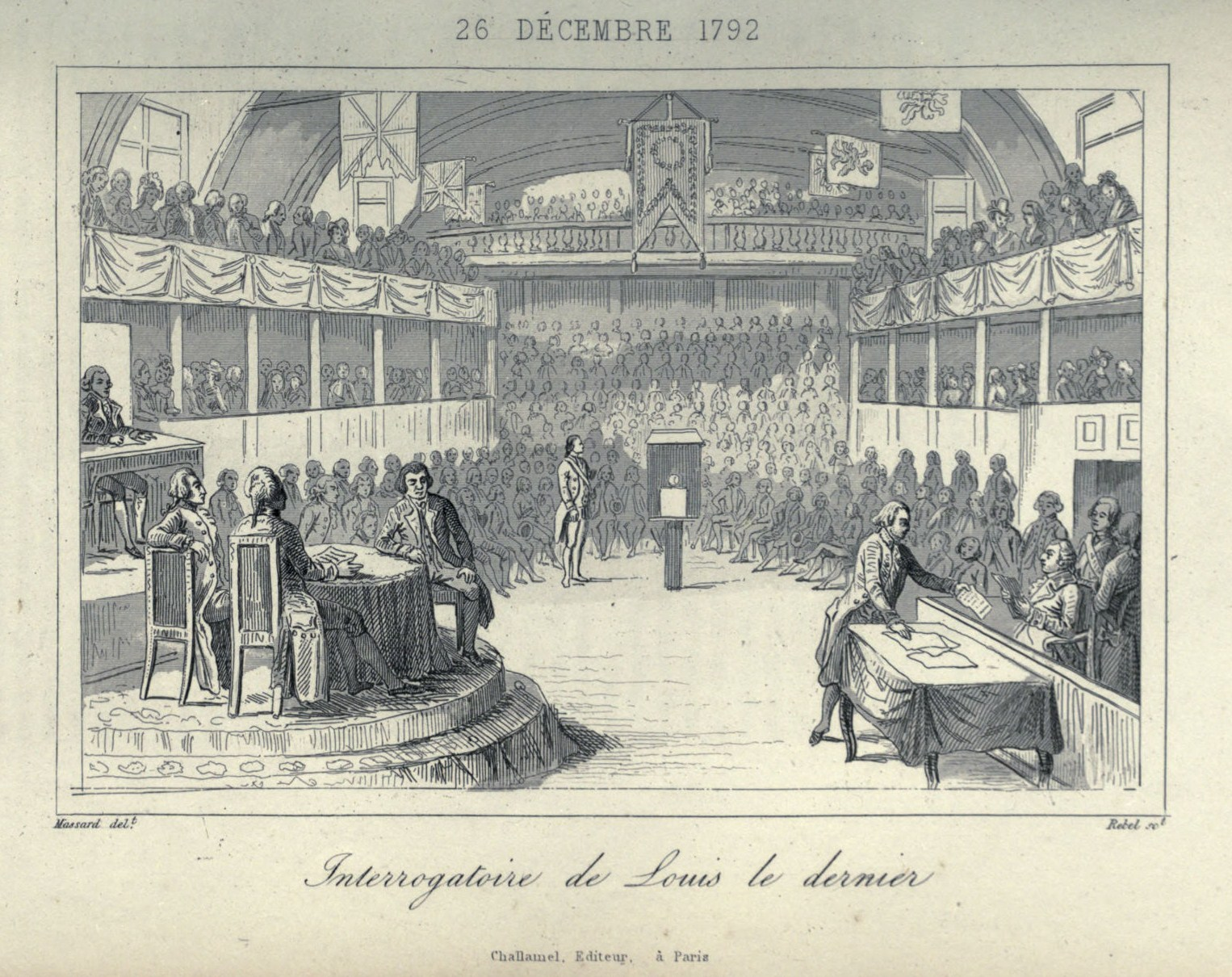
El juicio de Luis XVI.

La declaración unánime por la Convención de una República Francesa el 21 de septiembre de 1792 dejó abierta la suerte del antiguo rey. Por ello, se creó una comisión para examinar las pruebas en su contra, mientras el Comité de Legislación de la Convención estudiaba los aspectos jurídicos de cualquier futuro juicio. La mayoría de los montañeses eran partidarios del juicio y la ejecución, pero los girondinos estaban divididos en cuanto al destino de Luis: unos abogaban por la inviolabilidad real, otros por la clemencia y otros por penas menores o el destierro. El 13 de noviembre, Robespierre declaró en la Convención que una Constitución que el propio Luis había violado, a pesar de declarar su inviolabilidad, no podía ser utilizada en su defensa. Robespierre había caído enfermo y apenas había hecho otra cosa que apoyar a Saint-Just, que pronunció su primer gran discurso, en su alegato contra la inviolabilidad del rey. El 20 de noviembre, la opinión se volvió bruscamente en contra de Luis tras el descubrimiento de un cofre secreto de 726 documentos que consistía en comunicaciones personales de Luis con banqueros y ministros. En su juicio, afirmó no reconocer documentos que habían sido claramente firmados por él mismo.
El juicio comenzó el 10 de diciembre. Los montañeses situaron el debate en el plano ideológico. Luis XVI fue calificado de enemigo, ajeno al cuerpo de la nación y de "usurpador". La votación comenzó el 15 de enero de 1793. Cada diputado explicó su voto en la tribuna. El voto contra el rey fue unánime. No habrá referéndum popular, como esperaban los girondinos. La fatídica votación comenzó el 16 de enero y se prolongó hasta el día siguiente. De los 726 diputados presentes, 361 se declararon a favor de la pena de muerte sin condiciones, 26 votaron a favor de la muerte con la condición de que se aplicara la enmienda Mailhe, 334 se opusieron (incluidos 44 que votaron a favor de la muerte con indulto), 5 se abstuvieron o recusaron. El 19 de enero se sometió a votación la cuestión del indulto: 380 votos en contra y 310 a favor (2 votos condicionales, 10 abstenciones o recusaciones). En cada ocasión, los girondinos se habían dividido.
En la mañana del 21 de enero, la Convención ordena a toda la Guardia Nacional que se alinee a ambos lados del camino hacia el cadalso. Luis fue decapitado en la Place de la Revolution. Dentro de la nación, "votantes" y "apelantes", los que estaban en contra o a favor de la ejecución de Luis, se juraron odio eterno. El resto de Europa, temiendo el desenlace de la Revolución Francesa en sus propios países, decretó una guerra de exterminio contra los regicidas.

### Crisis y caída de los girondinos
La Asamblea comenzó de forma armoniosa, pero a los pocos días los girondinos lanzaron un duro ataque contra sus oponentes montañeses. El conflicto continúa sin interrupción hasta la expulsión de los líderes girondinos de la Convención el 2 de junio de 1793. Los girondinos contaban con los votos de la mayoría de los diputados, muchos de los cuales estaban alarmados además de escandalizados por las masacres de septiembre, pero su insistencia en monopolizar todos los puestos de autoridad durante la Convención, y sus ataques a los líderes montañeses, pronto les irritaron y provocaron que consideraran al partido como una facción. Uno a uno, diputados como Couthon, Cambon, Carnot, Lindet y Barère empezaron a acercarse a los montañeses, y la mayoría, La Llanura, como se la llamaba, se mantuvo al margen de ambos bandos.
Los girondinos estaban convencidos de que sus oponentes aspiraban a una dictadura sangrienta, pero los montañeses creían que los girondinos estaban dispuestos a cualquier compromiso con los conservadores e incluso con los monárquicos para garantizar su permanencia en el poder. La enconada enemistad pronto redujo a la Convención a un estado de limbo. Un debate tras otro degeneran en peleas verbales de las que no sale ninguna decisión. El bloqueo político, que tuvo repercusiones en toda Francia, acabó por empujar a los hombres a aceptar aliados peligrosos: monárquicos en el caso de los girondinos, sans-culottes en el de los montañeses.

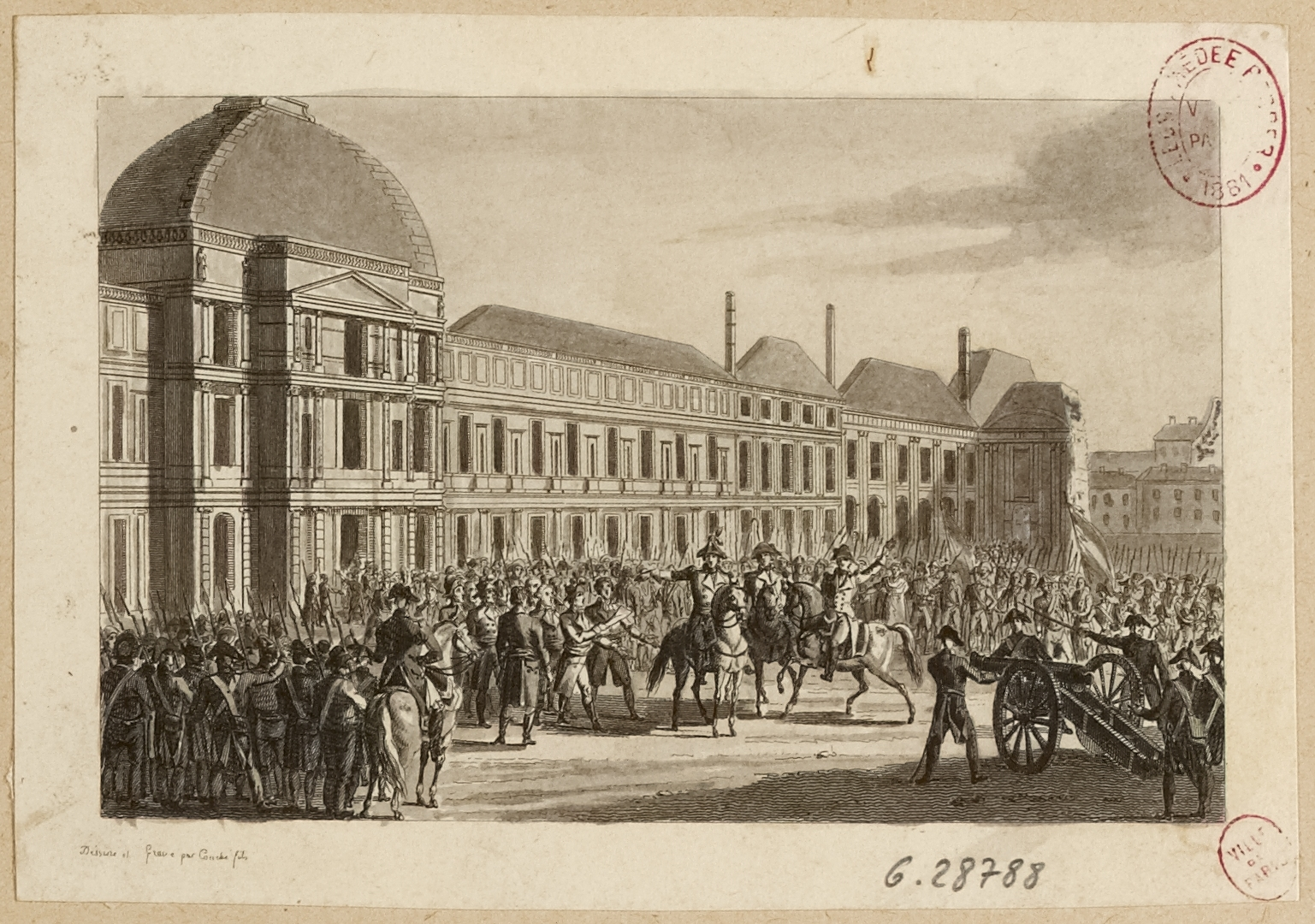
Caída de los Girondinos

Así, la lucha en el seno de la Convención continuó sin resultados. La decisión debía venir de fuera. Desde el juicio del rey, los sans-culottes no habían cesado de atacar a los "apelantes" (appelants), rápidamente llegaron a desear su expulsión de la Convención y exigieron la creación de un Tribunal Revolucionario que se ocupara de las supuestas tramas aristocráticas. Los reveses militares de la Primera Coalición, la deserción de Charles François Dumouriez al enemigo y la Guerra de la Vendée, que comenzó en marzo de 1793, fueron utilizados como argumentos por montañeses y sans-culottes para presentar a los girondinos como blandos. Los montañeses propusieron medidas, pero los girondinos se mostraron reacios a tomarlas. Los girondinos se ven obligados a aceptar la creación de un Tribunal Revolucionario y un Comité de Seguridad Pública por parte de los montañeses. Las dificultades sociales y económicas exacerbaron las tensiones entre los grupos.
El enfrentamiento final fue precipitado por el juicio de Jean-Paul Marat y la detención de activistas seccionales. El 25 de mayo, la Comuna de París marcha hacia la Convención para exigir la liberación de los activistas. En respuesta, Maximin Isnard, que presidía la Convención, lanzó una diatriba que recordaba al Manifiesto de Brunswick: "Si se atentara contra las personas de los representantes de la nación, os declaro en nombre de todo el país que París sería destruido". Al día siguiente, los jacobinos se declaran en estado de insurrección. El 28 de mayo, la sección Cité convoca a las demás secciones a una reunión para organizar la insurrección. El 29 de mayo, los delegados que representaban a 33 de las secciones formaron un comité insurreccional de nueve miembros. El 2 de junio, 80.000 sans-culottes armados rodean la Convención. Después de que un intento de los diputados por salir fuera detenido con armas de fuego, éstos se resignaron a declarar el arresto de 29 Girondinos destacados. De ese modo, la Gironda dejó de ser una fuerza política.

## Convención Montagnard
Apenas eliminada la Gironda, la Convención, ahora bajo la dirección de los Montagnards (Montañeses), se ve atrapada entre dos amenazas. Mientras la revuelta federalista cobraba fuerza, el movimiento popular, enardecido por los altos precios, aumentaba la presión que ejercía sobre el gobierno. Mientras tanto, el Gobierno se mostraba incapaz de controlar la situación. En julio de 1793, la nación parecía a punto de desmoronarse.
En junio, los montañeses ganaron tiempo. El 3 de junio se decretó la venta de las propiedades de los emigrantes, en pequeñas parcelas y pagaderas en diez años; el 10 de junio, la división facultativa de las tierras comunales por cabezas; y el 17 de julio, la abolición, sin indemnización, de todo lo que quedaba de derechos señoriales.
Los montañeses intentaron tranquilizar a las clases medias rechazando cualquier idea de terror, protegiendo los derechos de propiedad y restringiendo el movimiento popular a límites muy estrechos. Se trataba de un equilibrio delicado, que el agravamiento de la crisis destruyó en julio. La Convención aprobó rápidamente la nueva constitución con la esperanza de librarse de la acusación de dictadura y calmar las ansiedades de los departamentos.

### Constitución de 1793

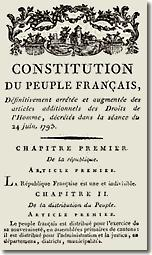
Constitution du Peuple Française du 6 Messidor l'an I (24 de junio de 1793)

La Declaración de Derechos, que precede al texto de la Constitución, reafirma solemnemente la indivisibilidad de la nación y los grandes principios de igualdad, libertad, seguridad y propiedad. A diferencia de la Declaración de 1789, la de 1793 añadía derechos a la asistencia pública, al trabajo, a la educación y a la insurrección. 
El principal objetivo de la Constitución era garantizar el papel principal de los diputados en la Convención, que se consideraba la base esencial de la democracia política. La Asamblea Legislativa debía ser elegida por sufragio directo a un solo miembro, los diputados eran elegidos por mayoría simple de los votos emitidos, y la asamblea sesionaría durante un año. El consejo ejecutivo, compuesto por 24 miembros, era elegido por la Asamblea Legislativa entre los 83 candidatos elegidos por los departamentos mediante sufragio universal masculino y, de este modo, los ministros se hacían responsables ante los representantes. El ejercicio del sufragio popular se amplió mediante la institución del referéndum. La Constitución debía ser ratificada por el pueblo, al igual que las leyes en determinadas circunstancias definidas con precisión.
La Constitución fue sometida a ratificación popular y adoptada por un enorme margen de más de 1.801.918 a favor frente a unos 17.610 en contra. Los resultados del plebiscito se hicieron públicos el 10 de agosto de 1793, pero la aplicación de la Constitución, cuyo texto fue colocado en un arca en la sala de debates de la Convención, se pospuso hasta que se hiciera la paz.

### Revuelta y guerra federalista

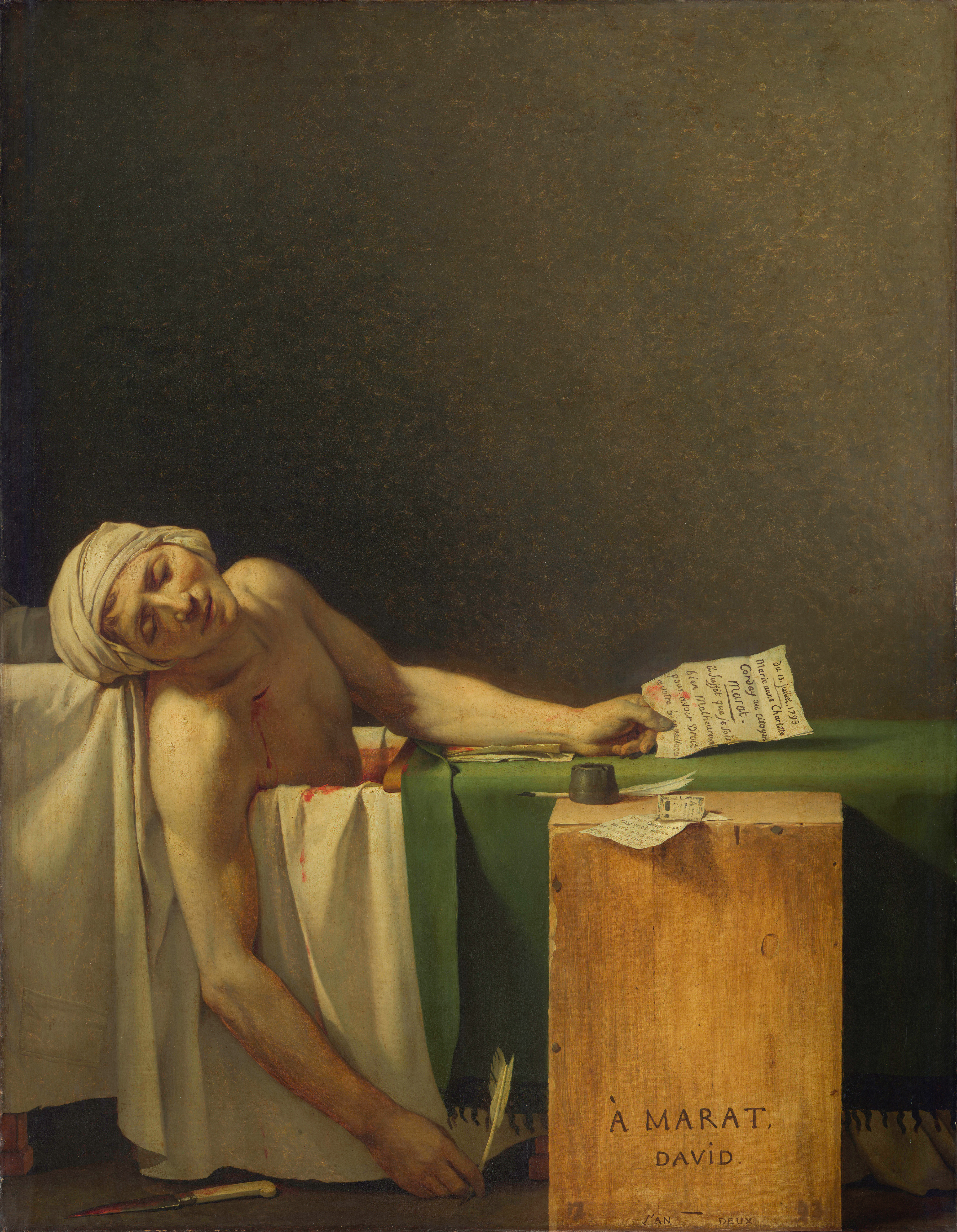
"La Muerte de Marat"
obra de Jacques-Louis David, 1793, Bruselas.

De hecho, los montañeses se enfrentaron a circunstancias dramáticas: insurrección federalista, guerra en Vendée, fracasos militares y un empeoramiento de la situación económica. A pesar de todo, no se pudo evitar una nueva guerra civil. A mediados de junio, unos 60 departamentos se encontraban en más o menos  rebelión abierta. Sin embargo, los departamentos fronterizos se han mantenido fieles a la Convención. El levantamiento fue generalizado, más que profundo. Fue esencialmente obra de las administraciones departamentales y distritales. Las comunas, que tenían una composición más popular, se mostraron en general tibias u hostiles, y los líderes federalistas pronto se dividieron entre ellos. Los republicanos sinceros entre ellos no podían dejar de sentirse incómodos por la invasión extranjera y la Vendée. Quienes se veían rechazados por el pueblo buscaron el apoyo de los moderados, los Feuillants e incluso los aristócratas.
Julio y agosto fueron malos meses en las fronteras. En tres semanas Mainz, símbolo de éxitos anteriores, capituló ante los prusianos, y los austriacos capturaron las fortalezas de Condé y Valenciennes e invadieron el norte de Francia. . Las tropas españolas cruzaron los Pirineos y comenzaron a avanzar sobre Perpiñán en la guerra de los Pirineos. El piamontés (Reino de Cerdeña (1720-1861)) aprovechó la desviación de las fuerzas republicanas en Lyon para invadir Francia desde el este. En Córcega, la revuelta de Paoli expulsó a los franceses de la isla con el apoyo británico. Las tropas británicas abrieron el Asedio de Dunkerque (Asedio de Dunkerque (1793)) en agosto, y en octubre, los aliados invadieron Alsacia. La situación militar se había vuelto desesperada.
Además, hubo otros incidentes que agravaron la furia de los revolucionarios y los convencieron de que sus oponentes habían abandonado toda restricción de comportamiento civilizado. El 13 de julio, Charlotte Corday asesinó al ídolo sans-culotte Jean-Paul Marat. Había estado en contacto con los rebeldes girondinos en Normandía, y se creía que lo habían utilizado como su agente.
La falta de previsión mostrada por la Convención durante los primeros días fue compensada por su vigor y habilidad para organizar medidas de represión. Se emitieron órdenes de arresto contra los líderes rebeldes girondinos. Los miembros de la administración departamental rebelde fueron privados de sus cargos.
Las regiones en las que la revuelta era peligrosa eran precisamente aquellas en las que había permanecido un gran número de monárquicos. No había lugar para un tercer partido entre la Montaña, que se identificaba con la República, y el monárquico, que era el aliado del enemigo. La insurrección monárquica de la Vendée ya había llevado a la Convención a dar un largo paso en la dirección del Terror: es decir, la dictadura del poder central y la supresión de las libertades. Ahora, la insurrección girondina la impulsa a dar un paso decisivo en la misma dirección.

### Gobierno revolucionario

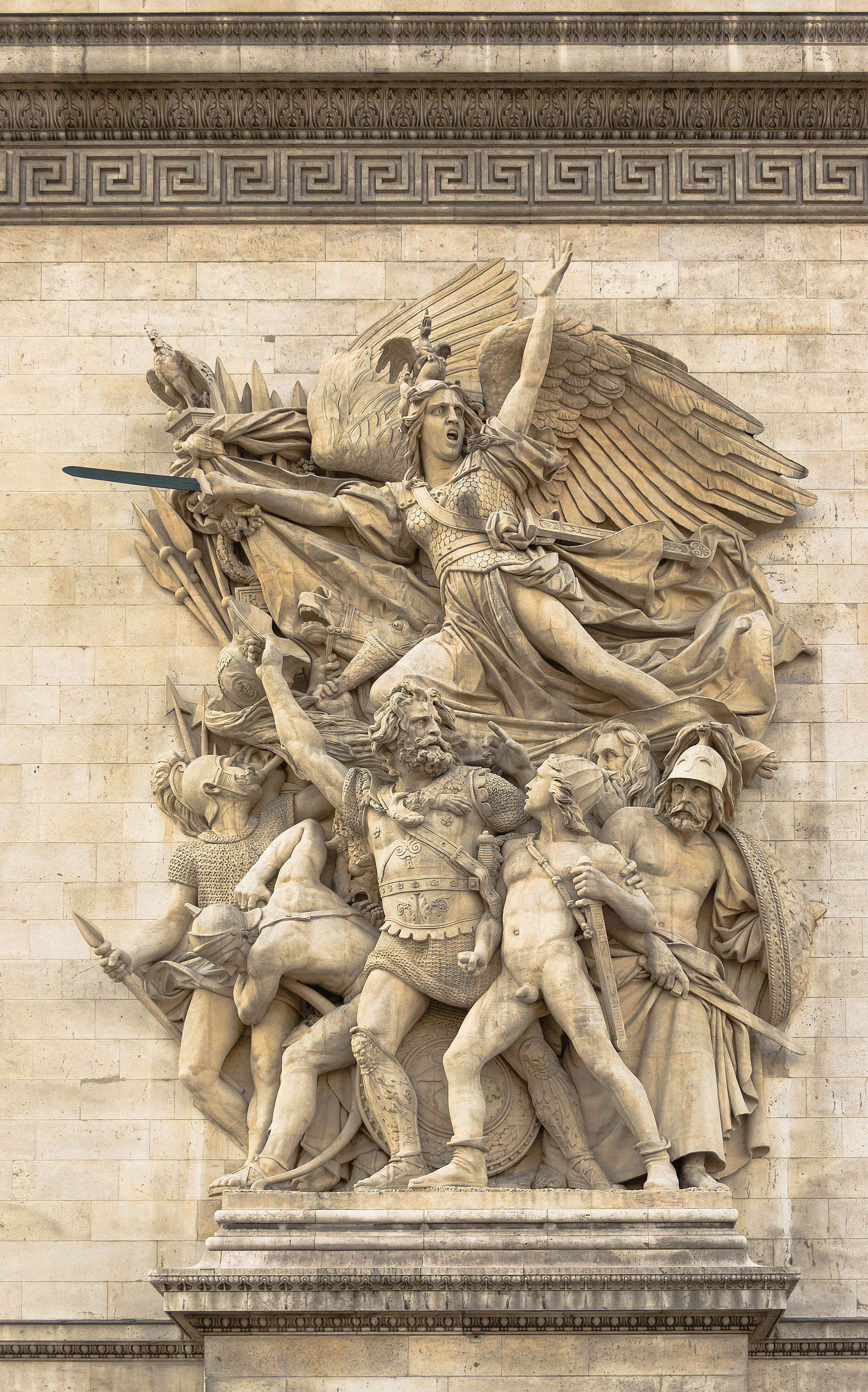
La Marsellesa obra de François Rude, en el Arco de Triunfo en París.

La Asamblea Constituyente había legislado a través de sus comisiones. La Convención gobernaba por medio de sus comisiones. Dos de ellas eran de esencial importancia: Seguridad Pública y Seguridad General. El segundo, que tenía formidables poderes, es menos conocido que el primero, que era la verdadera autoridad ejecutiva y estaba dotado de inmensas prerrogativas. Data de abril, pero su composición fue profundamente remodelada durante el verano de 1793.
El verano de 1793 vio cómo los disturbios sans-culotte alcanzaban su punto álgido bajo una doble bandera: la fijación de precios y el terror. Encima llegó la noticia de una traición sin precedentes: Tolón y su escuadra habían sido entregados al enemigo. En nombre de la miserable pobreza del pueblo, los líderes de los enragés, con Jacques Roux a la cabeza, reclamaron una economía planificada a una Convención, a la que no le gustaba la idea. Sin embargo, la lógica revolucionaria de la movilización de los recursos por la dictadura nacional era infinitamente más poderosa que la doctrina económica. En agosto, una serie de decretos otorgaron a las autoridades poderes discrecionales sobre la producción y circulación de grano y feroces castigos por fraude. Se prepararon "graneros de la abundancia" para almacenar el maíz requisado por las autoridades de cada distrito. El 23 de agosto, el decreto sobre la levée en masse convertía a los civiles sanos en soldados.
El 5 de septiembre, los parisinos intentan repetir la revuelta del 2 de junio. Secciones armadas rodearon de nuevo la Convención para exigir la creación de un ejército revolucionario interno, la detención de sospechosos y la depuración de los comités. Fue probablemente el día clave en la formación del gobierno revolucionario: la Convención cedió, pero mantuvo el control de los acontecimientos. Puso el Terror en el orden del día el 5 de septiembre, el 6 eligió a Collot d'Herbois y Billaud-Varenne para el Comité de Seguridad Pública, el 9 creó el ejército revolucionario, el 11 decretó el Máximo para grano y forraje (controles generales de precios y salarios el 29), el 14 reorganizó el Tribunal Revolucionario, el 17 votó la ley sobre sospechosos, y el 20 encargó a los comités revolucionarios locales la elaboración de listas de los mismos. 
La dictadura de la Convención y de los comités, apoyados y controlados simultáneamente por las secciones parisinas, que representaban al pueblo soberano en sesión permanente, duró de junio a septiembre. Gobernó a través de una red de instituciones creadas al azar desde la primavera en marzo, el Tribunal Revolucionario y los representantes en misiones en los departamentos y fue seguido al mes siguiente por los representantes de la Convención en los ejércitos, también armados con poderes ilimitados; e impuso la aceptación del assignat como única moneda de curso legal, el control de precios de los cereales y el préstamo forzoso de mil millones de livres de los ricos.
Por fin, Francia ve formarse un gobierno. Danton dimite el 10 de julio. ¡Couthon, Saint-Just, Jeanbon Saint-Andre, y Prieur de la Marne formaron un núcleo de resueltos montañeses que unieron a Barère y Lindet, a los que se sumaron con éxito Robespierre el 27 de julio, Carnot y Prieur de Cote-d'Ore el 14 de agosto, y Collot d'Herbois y Billaud-Varenne el 6 de septiembre. Tenían unas pocas ideas claras a las que se aferraban: mandar, luchar y conquistar. Su trabajo en común, el peligro, el gusto y el orgullo por el poder crearon una solidaridad que hizo del Comité un organismo autónomo.
El comité siempre se gestionó de forma colegiada, a pesar de la especificidad de las tareas de cada director: la división en "políticos" y "técnicos" era una invención termidoriana, destinada a cargar los cadáveres del Terror sólo a los robespierristas. Muchas cosas, sin embargo, enfrentaban a los doce miembros del comité; Barère era más un hombre de la Convención que del comité y era un vínculo con La Llanura. Robert Lindet tenía dudas sobre el Terror que, por el contrario, era el tema destacado de Collot d'Herbois y Billaud-Varenne, recién llegados al comité, forzados por los sans-culottes en septiembre; a diferencia de Robespierre y sus amigos, Lazare Carnot había dado su apoyo sólo provisionalmente y por razones de estado a una concesión política al pueblo. Pero la situación que los unía en el verano de 1793 era más fuerte que esas diferencias de opinión. El Comité tuvo que ponerse por encima de todo y elegir las reivindicaciones populares más adecuadas para alcanzar los objetivos de la Asamblea: aplastar a los enemigos de la República y frustrar las últimas esperanzas de la aristocracia. Gobernar en nombre de la Convención, controlándola al mismo tiempo, y contener al pueblo sin apagar su entusiasmo, era una apuesta.
El conjunto de instituciones, medidas y procedimientos que la constituían se codificó en una decreto del 14 de Frimaire (4 de diciembre) que puso el sello a lo que había sido el desarrollo gradual de la dictadura centralizada fundada en el Terror. En el centro estaba la Convención, cuyo brazo secular era el Comité de Seguridad Pública, investido de inmensos poderes: interpretaba los decretos de la Convención y establecía sus métodos de aplicación; bajo su autoridad inmediata tenía a todos los organismos del Estado y a todos los funcionarios (incluso los ministros desaparecerían en abril de 1794); dirigía la actividad militar y diplomática, nombraba a los generales y a los miembros de otros comités, sujetos a la ratificación de la Convención. Era responsable de la dirección de la guerra, del orden público y del aprovisionamiento de la población. La Comuna de París, famoso bastión sans-culotte, fue neutralizada al quedar bajo su control.

#### Economía
La centralización administrativa y económica fueron de la mano. El estado de sitio obligó a Francia a la autarquía; para salvar a la República, el gobierno movilizó todas las fuerzas productivas de la nación y aceptó a regañadientes la necesidad de una economía controlada, que introdujo extemporáneamente, según lo requería la emergencia. Era necesario desarrollar la producción de guerra, reactivar el comercio exterior y encontrar nuevos recursos en la propia Francia, y el tiempo apremiaba. Las circunstancias le obligaron poco a poco a asumir el gobierno económico del país. Junto con la organización del ejército, éste fue el rasgo más original de su labor.
Todos los recursos materiales fueron requisados. Los campesinos entregaron su grano, forraje, lana, lino y cáñamo. Los artesanos y comerciantes renunciaron a sus productos manufacturados. Se buscaron cuidadosamente las materias primas: metal de todo tipo, campanas de iglesia, papel viejo, trapos y pergaminos, hierbas, maleza e incluso cenizas domésticas para la fabricación de sales de potasio y castañas para la destilación. Todas las empresas se pusieron a disposición de la nación: bosques, minas, canteras, hornos, fraguas, curtidurías, fábricas de papel, grandes fábricas de paños y talleres de zapatería. El trabajo de los hombres y el valor de las cosas estaban sujetos al control de los precios. Nadie tenía derecho a especular a costa de la Patrie mientras estuviera en peligro. El armamento causó más preocupación. Ya en septiembre de 1793 se hicieron esfuerzos para crear una gran fábrica en París para rifles y armas de mano. Se hizo un llamamiento especial a los científicos. Monge, Vandermonde, Berthollet, Darcet, Fourcroy perfeccionaron la metalurgia y la fabricación de armas.
Sólo a los asalariados les pareció totalmente ventajosa la Máxima. Aumentaba los salarios a la mitad en relación con 1790, y los productos básicos sólo a un tercio. Pero como el Comité no hizo que se respetara (salvo para el pan), habrían sido engañados si no se hubieran beneficiado de las condiciones favorables que una gran guerra ofrece siempre a la mano de obra. Aun así, París se tranquilizó porque los sans-culottes fueron encontrando poco a poco la forma de subsistir; la levée en masse y la formación del ejército revolucionario fueron adelgazando sus filas; muchos trabajaban ahora en tiendas de armas y equipos o en las oficinas de los comités y ministerios, que se ampliaron enormemente.

### Terror
Aunque el Terror se organizó en septiembre de 1793, no se instauró hasta octubre. Fue el resultado de un movimiento popular. Después del 5 de septiembre se abrió un nuevo capítulo del Tribunal Revolucionario, dividido en cuatro secciones: los Comités de Seguridad Pública y Seguridad General debían proponer los nombres de los jueces y jurados; Fouquier-Tinville permaneció como fiscal, y Marcial Joseph Armand Herman fue nombrado presidente. El Terror pretendía desalentar el apoyo a los enemigos de la Revolución condenando a los críticos abiertos de los montañeses.
Los grandes juicios políticos comenzaron en octubre. La reina fue guillotinada el 16 de octubre. Un decreto especial sofocó la defensa de 21 girondinos, entre ellos Vergniaud y Brissot, y perecieron el día 31.
En la cúspide del aparato del Terror se encontraba el Comité de Seguridad General, segunda organización del Estado. Constaba de doce miembros elegidos cada mes por la Convención, y estaba investido de funciones de seguridad, vigilancia y policía, incluso sobre las autoridades civiles y militares. Empleaba a un gran personal, dirigía la red de comités revolucionarios locales, gradualmente constituida, y aplicaba la ley sobre los sospechosos haciendo una criba entre las miles de denuncias y detenciones locales, que luego tenía que juzgar.
Atacaba a los enemigos de la República, estuvieran donde estuvieran. Fue socialmente indiscriminada y políticamente perspicaz. Sus víctimas pertenecían a las clases que odiaban la Revolución o vivían en las regiones donde la rebelión era más grave. "La severidad de las medidas represivas en las provincias", escribió Albert Mathiez, "estaba en proporción directa con el peligro de revuelta." Muchos miembros de la comunidad fueron juzgados y ejecutados por traición. Camille Desmoulins y Georges Danton fueron dos de los hombres más notables ejecutados por sus "amenazas" contra la Revolución.
Los diputados enviados como "representantes en misión" por el Comité de Seguridad Pública, dotados de plenos poderes, reaccionaron según la situación local y su propio temperamento. Lindet pacificó el oeste girondino en julio sin una sola sentencia de muerte. En Lyon, algunos meses después, Collot d'Herbois y Joseph Fouché recurrieron a frecuentes ejecuciones sumarias a tiros porque la guillotina no funcionaba con la suficiente rapidez.{{refn|group="note"|Basado en cifras recientes del Terror:
17.000 nombres de víctimas distribuidos según áreas geográficas específicas: 52% en Vendée, 19% en el sureste, el 10% en la capital y el 13% en el resto de Francia. La distinción es entre zonas de agitación y una proporción insignificante de áreas rurales. Entre departamentos, el contraste se vuelve más llamativo. Algunos se vieron muy afectados, el Loire-Inferieure, la Vendée, el Maine-et-Loire, el Ródano y el París. En seis departamentos no se registraron ejecuciones; en 31, menos de 10; en 32, menos de 100; y sólo en 18 fueron más de 1.000. Los cargos de rebelión y traición fueron, con diferencia, los motivos de ejecución más frecuentes (78%), seguidos por el federalismo (10%), los delitos de opinión (9%) y los delitos económicos (1,25%). Artesanos, comerciantes. los asalariados y la gente humilde constituían el mayor contingente (31%), concentrado en Lyon, Marsella y las pequeñas ciudades vecinas. Debido a la rebelión campesina en Vendée, los campesinos están más representados (28%) que la burguesía federalista y mercantil. Los nobles (8,25%) y los sacerdotes (6,5%), que aparentemente se salvaron relativamente, en realidad proporcionaron una mayor proporción de víctimas que otras categorías sociales. En las regiones más protegidas, ellos fueron las únicas víctimas. Además, el "Gran Terror" apenas se distingue del resto. En junio y julio de 1794, representó el 14% de las ejecuciones, frente al 70% entre octubre de 1793 y mayo de 1794, y el 3,5% antes de septiembre de 1793. Si se añaden las ejecuciones sin juicio y las muertes en prisión, parece probable un total de 50.000. es decir, 2 por 1.000 de la población.

## Legado
Anchel (1911) concluye: "La obra de la Convención fue inmensa en todas las ramas de los asuntos públicos. Para apreciarla sin prejuicios, conviene recordar que esta asamblea salvó a Francia de una guerra civil y de una invasión, que fundó el sistema de educación pública (Museo, École Polytechnique, École Normale Supérieure, École des langues orientales, Conservatoire), creó instituciones de capital importancia, como la del Grand Livre de la Dette publique, y estableció definitivamente las conquistas sociales y políticas de la Revolución." Por un decreto del 4 de febrero de 1794 (16 pluviôse) también ratificó y amplió a todo el imperio colonial francés la abolición de la esclavitud de 1793 en el Santo Domingo francés por los comisionados civiles Sonthonax y Polverel, aunque esto no afectó a Martinica ni a Guadalupe y fue abolido por la ley del 20 de mayo de 1802.